# Сив късоопашат опосум
Сивият късоопашат опосум (Monodelphis domestica) е вид опосум от семейство Didelphidae. Той е един от малкото опосуми, които се отглеждат като домашни любимци. Използва се и като опитно лабораторно животно. Той е сред малкото двуутробни с напълно разчетен геном.

## Географско разпространение
Обитава територия обхващаща централните части на Бразилия и части от Боливия, Парагвай и Аржентина.

## Морфологични характеристики
Видът се размножава сравнително добре в плен. Използва се в проучванията върху раковите заболявания и изследванията върху имунната система. Проучвания проведени в Масачузетския технологичен институт и Харвард разкриват, че опосумът има между 18 000 и 20 000 протеин-кодиращи гени.
Раждат от 4 до 6 пъти годишно. Бременността продължава четиринадесет или петнадесет дни като малките се раждат с тегло едва 0,1 грама. Сучат около две седмици, след което остават да обитават изграденото гнездо. Полова зрялост настъпва на 5 – 7 месец. Женските нямат марсупиум и пренасят невръстните малки на гърба си. Те започват да се хранят с твърда храна на 4 – 5 седмична възраст и малко след това се отделят от майката, която може отново да се чифтосва.

## Хранене
Представителите на вида са предимно хищници, които консумират предимно безгръбначни животни.